# Анна Якшич
Анна Якшич, по мъж Глинска (Анна Глинска), е съпруга на княз Василий Глински и майка на Елена Глинска. Анна е баба на първия руски цар Иван Грозни, а според някои сведения негова учителка и възпитателка.
Анна Глинска се свързва с големия пожар в Москва през 1547 година, който според суеверието е предизвикан от нейното влъхвено магьостничество.

## Живот
Анна произхожда от рода Якши или Якшичи, чийто родоначалник е Якша – велик войвода и предводител на войската на деспот Георги Бранкович – виж Бранкович. Станое Станоевич издирва, че Анна е внучка на Якша от сина му Стефан, който след падането на Смедеревското деспотство постъпва на служба в Седмоградско при унгарския крал Матияш Корвин (син на Ян Хуниади, който преди похода, завършил с битката при Варна е определен за бъдещ владетел на България). След битката при Мохач, престават сведенията за династията Якши.
Анна има две сестри – Ирина и Елена. Според руските изследователи, майката на Анна се казва Ангелина Комнина, и е свързана с династията Комнини.
Източниците издават, че Анна Глинска е в основата на първия брак на Иван Грозни с Анастасия Романовна, след който избухва големия пожар в Москва през 1547. Известно е, че Иван Грозни е сред големите дарители на Хилендар. Също така, първият руски цар отказва да се застъпи пред султана по молба на нарочни пратеници на Печката патриаршия, за пренасяне мощите на крал Стефан Милутин от София в сръбските земи.